# Khan al-Shih
Khan al-Shih (tiếng Ả Rập: خان الشيح; cũng đánh vần Khan ash-Sheih, Khan Eshieh hoặc Khan al-Shieh) là một thị trấn ở miền nam Syria, một phần hành chính của Tỉnh Rif Dimashq, nằm ở phía tây nam Damascus. Nó cũng chứa một trại tị nạn cùng tên. Các địa phương gần đó bao gồm Kafr Hawr ở phía tây, Kanaker ở phía nam, Qatana và Artouz ở phía bắc và Darayya ở phía đông bắc. Theo Cục Thống kê Trung ương Syria, Khan al-Shih có dân số 12.148 trong cuộc điều tra dân số năm 2004.
Khan al-Shih được đặt theo tên của một caravanserai (khan) tồn tại trong thị trấn trong thời kỳ Ottoman. Al-Shih là tên tiếng Ả Rập cho một loại cây mọc trên sa mạc. Vào giữa thế kỷ 19, khan được mô tả là có "những bức tường cao và một cánh cửa thấp" của du khách Josias Leslie Porter. Nó phục vụ như một nơi cư trú cho một số ít gia đình của nông dân và người chăn cừu địa phương. Khu vực xung quanh Khan al-Shih, được nằm giữa một con kênh và sông Awaj (cổ Pharpar), là nông nghiệp phong phú.
Sau chiến tranh Ả Rập-Israel năm 1948, một trại dành cho người tị nạn Palestine từ các khu vực phía bắc của Palestine đã được thành lập tại Khan al-Shih trên một khu vực bao gồm 0,69 km vào năm 1949. Người dân chủ yếu làm công chức, giáo viên, nông dân trên đất nông nghiệp thuộc sở hữu của Syria và lao động chân tay tại các xưởng ở khu vực lân cận. Trước Nội chiến Syria, phần lớn dân số của trại là tầng lớp trung lưu. Vào tháng 10 năm 2016, đó là cảnh tấn công Khan al-Shih. Vào ngày 28 tháng 11 năm 2016, Jabhat Fatah al-Sham và các đồng minh của họ đã chính thức bàn giao thị trấn cho Quân đội Syria, cùng với vũ khí hạng nặng của họ, để đổi lấy việc chuyển đến Tỉnh Idlib.